# Sierraleonská kuchyně

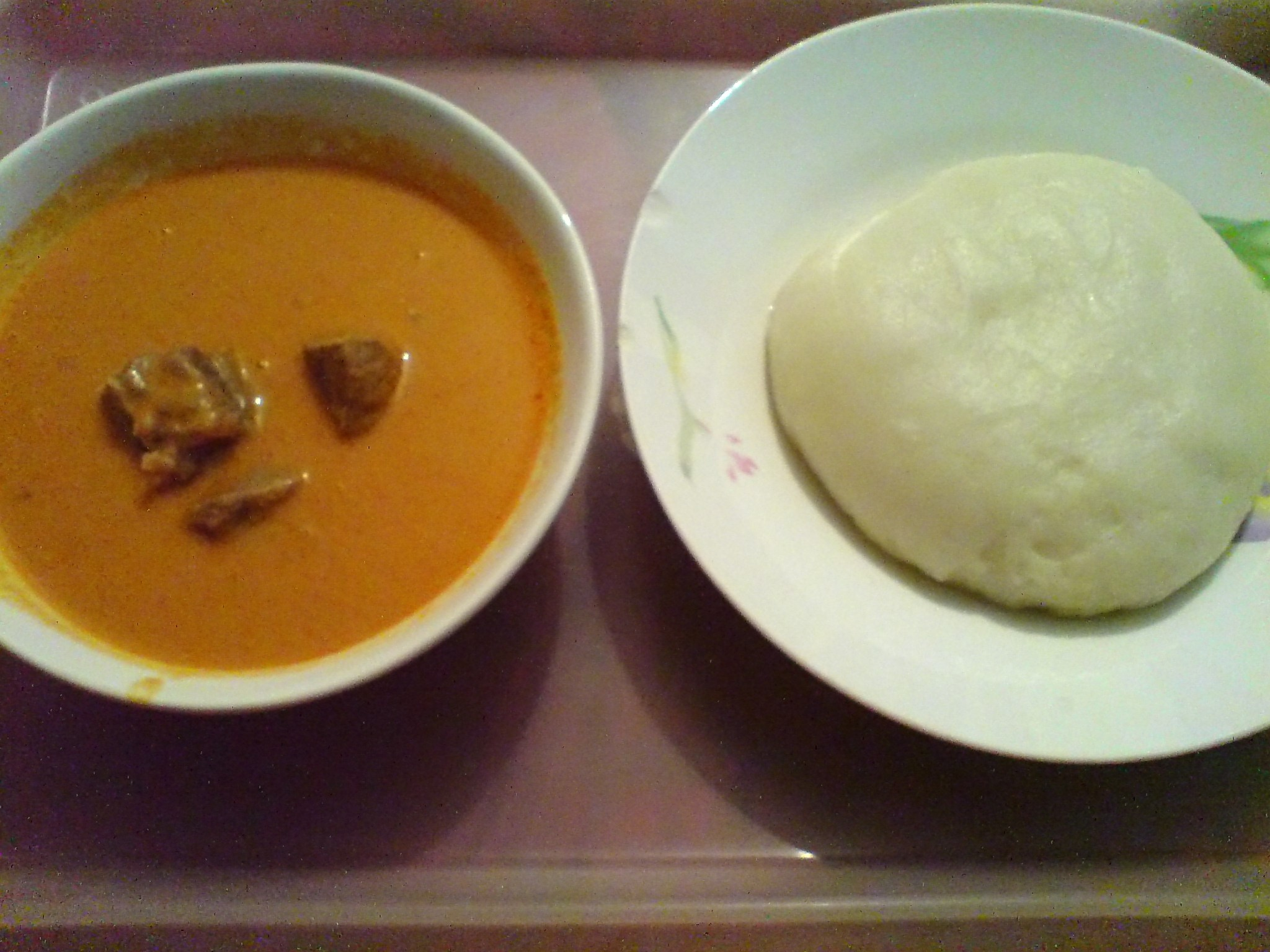
Fufu a arašídová polévka

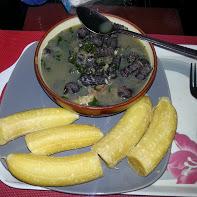
Peppersoup a plantainy

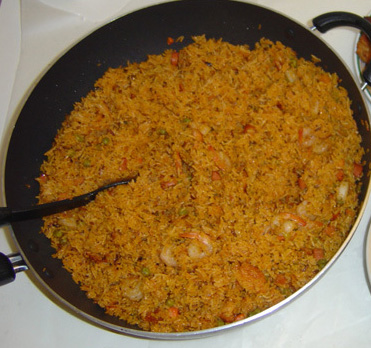
Jollof rice

Kuchyně Sierry Leone používá především rýži, maniok, palmový olej, arašídy, plantainy, zeleninu nebo batáty (sladké brambory), základní ingrediencí je ovšem rýže. Používá se také maso, především kozí, kuřecí, hovězí a vepřové, ale i ryby a mořské plody. Typicky se připravují různé dušeniny a polévky.

## Příklady pokrmů ze Sierry Leone
Příklady pokrmů ze Sierry Leone:
- Arašídová polévka
- Fufu, nevýrazná placka vyráběná nejčastěji z manioku, podávaná jako příloha
- Dušená okra[3]
- Rybí koule, koule z rybího masa, prodávané mj. jako občerstvení na plážích Freetownu
- Yebe, pokrm z dušených batátů, manioku, cibule a chilli, pokrm typický pro kmen Mendů[4]
- Benny cake, sladkost ze sezamu a cukru[5]
- Plantainové chipsy[6]
- Peppersoup, polévka z chili papriček
- Jollof rice, smažená rýžová směs

## Příklady nápojů ze Sierry Leone
- Pivo[1]
- Palmové víno[1]
- Zázvorové pivo (ginger beer), nealkoholický nápoj ze zázvoru[1]